# Халк Маслахаты
Халк Маслахаты Туркменистана (туркм. Halk Maslahaty [xɑlq mɑθlɑxɑt̪ɯ]) — в 2021—2023 гг. верхняя палата парламента Туркменистана (Милли Генгеша). Халк Маслахаты (Народный совет) был образован в 1992 году и просуществовал до 2008 года. После перерыва вновь образован 9 октября 2017 года в соответствии с Конституционным Законом Туркменистана. 
С января 2021 года являлся верхней палатой нового парламента Туркменистана. В январе 2023 года по инициативе Г. Бердымухамедова Милли Генгеш решено вновь реорганизовать в Меджлис, состоящий из одной палаты. Халк Маслахаты был выделен как высший орган народной власти, главой которого остался экс-президент.

## История
Халк Маслахаты (Народный совет) — высший представительный орган Туркменистана, существовавший с 1992 года, непосредственно ведущий свою работу в соответствии с Конституцией Туркменистана и представляющий интересы народа Туркменистана до 2008 года. Состоял из 2507 членов, причём некоторые из них избирались, а остальные назначались президентом. Формально обладал «полномочиями высшей государственной власти и управления».
Все кандидаты на выборах 7 апреля 2003 года принадлежали к правящей партии — Демократической партии Туркменистана.
Орган упразднён изменениями в Конституции в сентябре 2008 года.
Первое заседание вновь образованного Халк Маслахаты Туркменистана было созвано в 2018 году в Ашхабаде.
На уровне областей (велаятов), районов (этрапов) и городов существовали свои местные советы «халк маслахаты».
С 1 января 2021 года Туркмения перешла из однопалатного парламента в двухпалатный - Милли Генгеш (туркм. Milli Geňeş, Национальный совет). Меджлис, являвшийся до этого однопалатным парламентом, стал его нижней палатой, а верхней - Халк Маслахаты, существовавший до этого как отдельный орган. Председателем нового парламента стал президент Гурбангулы Бердымухамедов.
В январе 2023 года в Туркменистане создан высший орган народной власти - Халк Маслахаты, а одноименная верхняя палата парламента упразднена и восстановлен однопалатный парламент Меджлис. Членами Халк Маслахаты будут президент Туркменистана, спикер Меджлиса, председатель Верховного суда, секретарь Государственного совета безопасности, депутаты, Меджлиса, члены правительства, омбудсмен, генпрокурор, министр юстиции, главы администраций областей, районов и городов, местных органов власти, руководители политических партий, профсоюзов и других общественных объединений. Халк Маслахаты будет обладать полномочиями, принимать конституцию страны, конституционные законы, рассматривать изменения и дополнения к ним, основные направления внутренней и внешней политики государства, заслушивать ежегодные обращения президента страны.

## Принципы работы Халк Маслахаты
Принципы, на которых основывается работа Халк Маслахаты:
- на основе демократии;
- на основе гласности;
- на основе справедливости;
- на основе верховенства закона;
- на основе приоритета общепризнанных норм международного права;
- на основе равенства человека, а также гражданина перед законом;
- на основе уважения прав, а также свобод человека;
- на основе свободного обсуждения, а также принятия соответствующих решений;
- на основе учёта общественного мнения.

## Руководство

### Председатели Халк Маслахаты Туркменистана
- Ниязов, Сапармурат Атаевич (15.08.2003 — 21.12.2006)
- Бердымухаммедов, Гурбангулы (30.11.2007 — 26.09.2008)
- Бердымухаммедов, Гурбангулы (14.04.2021 — н.в.)

### Заместители Председателя Халк Маслахаты Туркменистана
- Атаев, Овезгельды, первый заместитель (15.08.2003 — 26.12.2006)
- Сапаров, Реджеп, заместитель (15.08.2003 — 01.07.2005)
- Нурбердыева, Акджа Таджиевна, первый заместитель (30.11.2007 — 26.09.2008)
- Мусаев, Онджик, заместитель (30.11.2007 — 26.09.2008)

## Хронология

### Халк Маслахаты Туркменистана до 26.09.2008
Согласно Конституции Туркменистана, Халк Маслахаты Туркменистана собирался по мере необходимости, но не реже одного раза в год.
Численный состав Халк Маслахаты Туркменистана был впервые определен на его XIV заседании 14-15 августа 2003 года. До того времени ни в Конституции, ни в других актах, регламентирующих деятельность Халк Маслахаты Туркменистана, его количественный состав установлен не был и изменялся от заседания к заседанию.

#### 1-й созыв (1992—1997)
- I заседание — 26 июня 1992 года, Ашхабад
- II заседание — 14 декабря 1992 года, Ашхабад
- III заседание — 1 октября 1993 года, Ашхабад
- IV заседание — 28 декабря 1993 года, Ашхабад
- V заседание — 17 января 1994 года, Ашхабад
- VI заседание — 27 декабря 1995 года, Ашхабад
- VII заседание — 27 сентября 1996 года, Байрамали

#### 2-й созыв (1998—2003)
- VIII заседание — 16—17 июля 1998 года, Дашогуз
- IX заседание — 27—29 декабря 1999 года, Ашхабад
- X заседание — 18 февраля 2001 года
- XI заседание — 19 октября 2001 года, Ашхабад
- XII заседание — 8—9 августа 2002 года, Туркменабат
- XIII заседание — 30 декабря 2002 года, Ашхабад
- XIV заседание — 14—15 августа 2003 года, Туркменбаши

#### 3-й созыв (2004—2008)
- XV заседание — 23, 25 октября 2004 года, Ашхабад
- XVI заседание — 24—25 октября 2005 года, Ашхабад
- XVII заседание — 25 октября 2006 года, Ашхабад
- XVIII заседание — 26 декабря 2006 года, Ашхабад
- XIX заседание — 14 февраля 2007 года, Ашхабад
- XX заседание — 30 марта 2007 года, Мары
- XXI заседание — 26 сентября 2008 года, Ашхабад